# Franz Kerschbaum
Franz Kerschbaum (21. listopadu 1817, Prachatice – 15. října 1889, Prachatice, Rakousko-Uhersko) byl vlastník Lázní Svaté Markéty, které se nacházejí jižně od Prachatic, na úpatí Libína. Byl německé národnosti.

## Život
Franz se narodil jako čtvrté ze sedmi dětí do prachatické měšťanské rodiny. Jeho otec pocházel z Fürthu v dnešním Německu a během Napoleonských válek uprchl do Pošumaví. Franz se vyučil stejně jako jeho otec krejčím a řadu let se touto profesí živil. Na počátku 60. let 19. století pracoval jako hostinský v lokalitě dnešních Lázní svaté Markéty. Díky našetřeným prostředkům ze svého krejčovského řemesla mohl v roce 1881 odkoupit Lázně svaté Markéty, které následně rozšířil a zmodernizoval. Z lázní se stalo výletní místo obyvatel Prachatic a vlastníkovi přinášely nemalé prostředky. Franz Kerschbaum zemřel ve věku 72 let na krvácení do mozku.